# Kandagar
Kandagar (russisk: Кандагар) er en russisk spillefilm fra 2010 af Andrej Kavun.

## Medvirkende
- Aleksandr Balujev - Vladimir Ivanovitj Sjarpatov
- Vladimir Masjkov - Serjoga
- Andrej Panin - Aleksander Gotov
- Aleksandr Golubev - Vitjok
- Bohdan Beniuk - Roman Vakulenko